# Gänsbrunnen
Gänsbrunnen (en francés Saint-Joseph) es una comuna suiza del cantón de Soleura, situada en el distrito de Thal. Limita al norte con las comunas de Eschert (BE), Grandval (BE), Crémines (BE), Corcelles (BE) y Seehof (BE), al este con Herbetswil y Welschenrohr, al sur con Oberdorf y Selzach, y al oeste con Court (BE).